# Arthur Gordon Matthew
Arthur Gordon Matthew, britanski general, * 22. december 1898, † 6. oktober 1947.